# Hypenetes macrocerus
Hypenetes macrocerus là một loài ruồi trong họ Asilidae. Hypenetes macrocerus được Londt miêu tả năm 1985. Loài này phân bố ở vùng nhiệt đới châu Phi.